# Буэно, Гонсало
Гонсало Диего Буэно Бингола (исп. Gonzalo Diego Bueno Bingola; род. 16 января 1993, Монтевидео) — уругвайский футболист, нападающий.

## Клубная карьера
Буэно — воспитанник футбольной академии «Насьоналя». 4 июня 2011 года в матче против «Рампла Хуниорс» Гонсало дебютировал в чемпионате Уругвая. 18 сентября в поединке против «Серро -Ларго» он забил свой первый гол за клуб. 28 октября 2012 года во встрече против «Эль Танке Сислей» Гонсало сделал дубль. В составе «Насьоналя» Буэно стал двукратным чемпионом Уругвая.
В январе 2013 года появилась информация о заинтересованности итальянских клубов «Интера», «Сампдории», «Катаньи», а также московского «ЦСКА» в услугах нападающего. Летом того же года перешёл в «Кубань». В начале 2015 года на правах аренды Гонсало вернулся в «Насьональ».
Летом 2015 года Буэно на правах аренды перешёл в португальский «Униан Мадейра». 3 сентября 2015 стало известно, что «Кубань» и футболист расторгли контракт по обоюдному согласию. 27 сентября в матче против «Эшторил-Прая» Гонсало дебютировал в Сангриш лиге.
В начале 2016 года Буэно перешёл в аргентинский «Эстудиантес». 8 февраля в матче против «Лануса» он дебютировал в аргентинской Примере. Сыграв всего в трёх поединках летом того же года Гонсало перешёл в «Дефенсор Спортинг». 31 августа в матче против «Бостон Ривер» он дебютировал за новую команду. 18 сентября в поединке против столичного «Ривер Плейта» Буэно забил свой первый гол за «Дефенсор Спортинг». Летом 2017 года Гонсало вернулся в «Насьональ».
Летом 2018 году Буэно перешёл в «Колон». 25 августа в матче против «Атлетико Тукуман» он дебютировал за новую команду.

## Международная карьера
В конце декабря 2012 года Буэно был включен в заявку сборной Уругвая на участие в молодёжном чемпионате Южной Америки. В матче группового этапа против сборной Перу Гонсало дебютировал за молодёжную национальную команду. В конце поединка при счете 3:2 в пользу уругвайской сборной Буэно имел отличную возможность снять все вопросы о победителе, но вратарь перуанцев проявил отличную реакцию и отбил два удара Гонсало в упор. На турнире он также сыграл в матчах против Эквадора, Колумбии, Чили и Парагвая. В поединке против чилийцев Буэно забил свой первый гол за молодёжную команду.
В середине того же года Гонсало помог молодёжной команде завоевать серебряные медали молодёжного чемпионата мира в Турции. На турнире он сыграл в матчах против команд Хорватии, Новой Зеландии, Узбекистана, Нигерии и Ирака. В поединке против иракцев Буэно забил гол.

## Достижения
«Насьональ»
- Чемпионат Уругвая по футболу (2): 2010/11; 2011/12

Уругвай (до 20)
- Вице-чемпион мира среди молодёжи — 2013